# Мало Тинє
Мало Тинє (словен. Malo Tinje) — поселення в общині Словенська Бистриця, Подравський регіон‎, Словенія.